# Énergie (entreprise)
Pour les articles homonymes, voir Énergie (homonymie).
La société anonyme Énergie était un atelier de construction mécanique établi à Marcinelle, près de Charleroi, de 1899 à 1953.

## Histoire

### Création
La société Énergie est créée le 5 juin 1899 à Charleroi, son siège sociale est situé à Marcinelle. Elle dispose d'un capital de 2 500 000 francs composé de 25 000 actions de 100 francs, auquel s'ajoute 25 000 parts de fondateurs. 
Ces dernières sont composés des apports de : Émile Delloye-Orban : « une propriété dite des Hauchies, à Marcinelle, comprenant de vastes bâtiments industriels, maisons etc, sur six hectares et soixante quatre ares » ; Alfred Hoyois, industriel à Clabecq : « ses brevets belges pour perfectionnements aux soupapes d'admission des cylindres de machines à vapeur et aux grilles d'échappement, n° 12831 et 128132, du 8 mai 1897 » ; J. Dery et Ch. Thoumsin : études plans et devis.

### Disparition
La société fait aveu de faillite en 1953. La société Sonergie est créée par la curatelle pour liquider les actifs et productions en cours.
Puis une fusion est réalisée avec Beer de Jemeppe-sur-Meuse, afin de créer la société Beer-Énergie.
En 1962, la société Beer-Energie, en liquidation, vend le « complexe de biens immobiliers et industriels » à la commune de Marcinelle pour « y installer le futur marché public de gros ».

## Production
La société "Énergie" livre des locomotives électriques et à vapeur, principalement à des chemins de fer industriels ainsi que les types 30, 35 et 36 des chemins de fer de l'État belge. La fonderie produit également des équipements industriels : machines à vapeur, laminoirs...
Elle a notamment construit des locomotives vicinales de type 7 Bicabine pour la SNCV, numéros : 395 à 482 et 569 à 571, livrées entre 1905 et 1910.
Après la Seconde Guerre mondiale, la société termina quelques locomotives de conception allemande qui avaient été commanditées par l'occupant (Kriegslokomotive). Elle participa encore à l'assemblage de quelques automotrices électriques de la SNCB.
En 1953, elle livre sa 336ème et dernière locomotive.

Locomotives
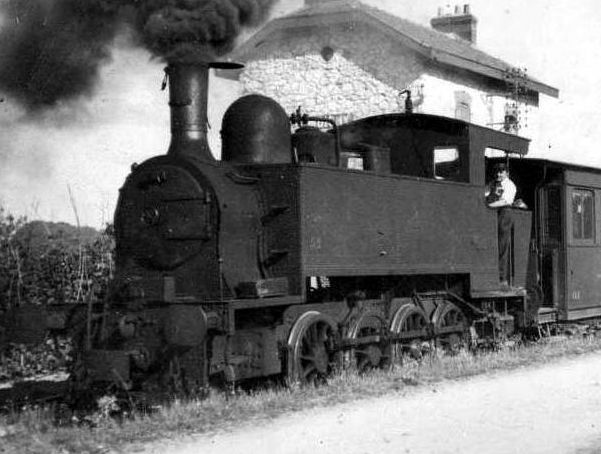
La 040T n°53 des chemins de fer de grande banlieue (CGB).
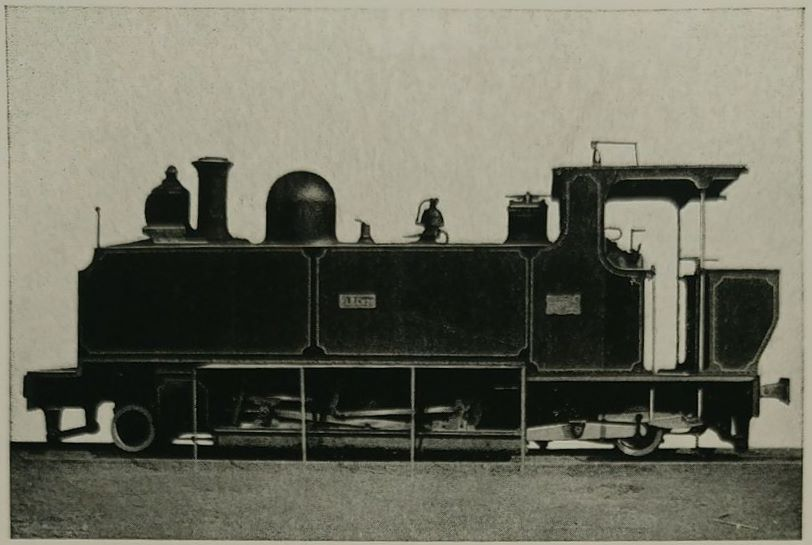
La 131 T à écartement de 0,75 m, pour le Fayoum Light Railway (Egypte).

## Machines préservées
La locomotive à vapeur 020T (à chaudière verticale) Énergie no 283, construite en 1912, retrouvée en très mauvais état, elle est ramenée à Marcinelle en 2022.
La locomotive à vapeur 030T (KDL 7) Énergie no 507, construite en 1946. Elle est acquise en 2004 par le Train 1900 (Luxembourg) et remise en état de marche.

Locomotives préservées
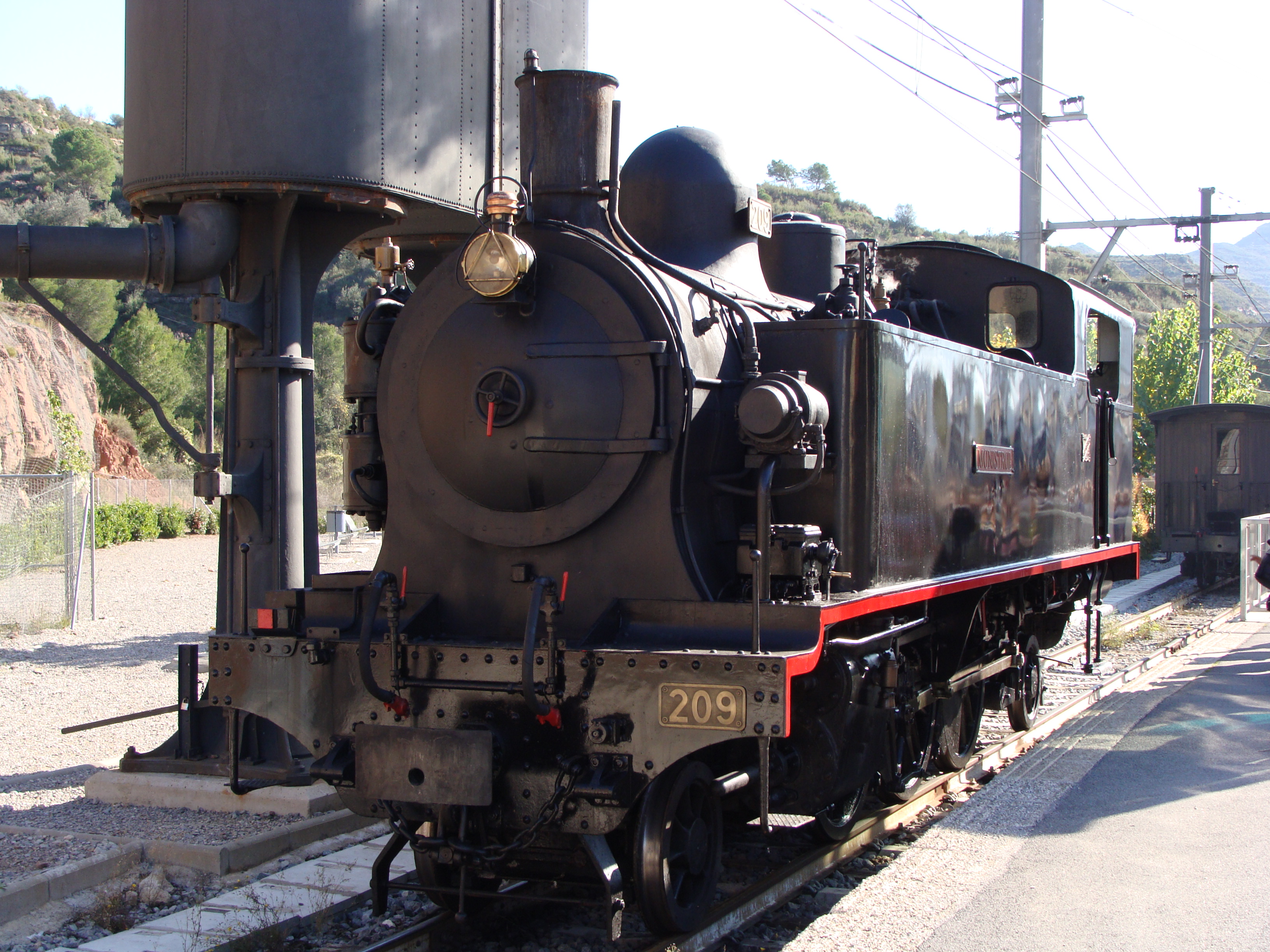
La FGC 209 "Monistrol" 1948.
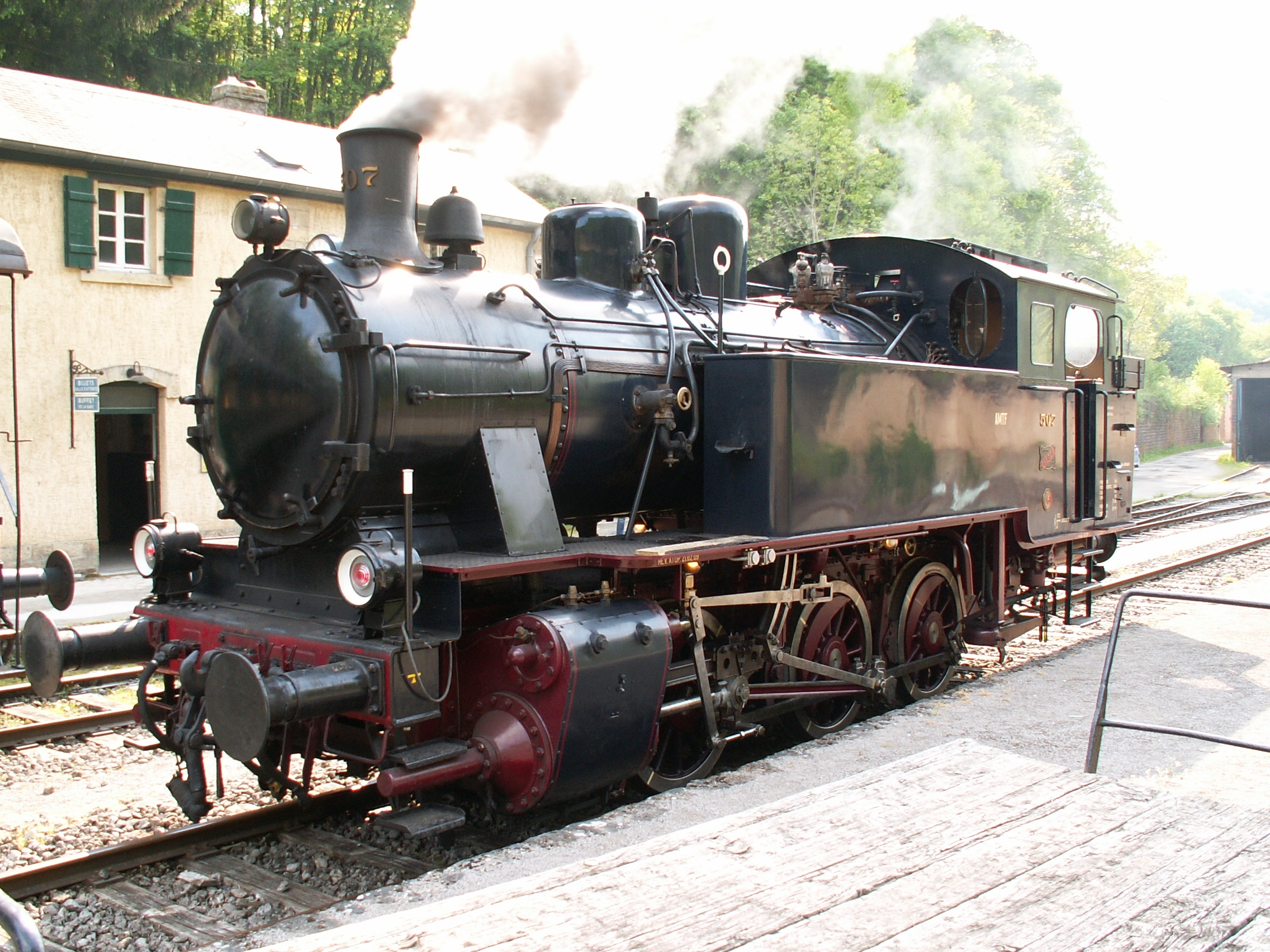
Locomotive 030T Énergie 507 de type Kriegslok KDL-7 de 1946.